# Barbara Hoff
Barbara Hoff (ur. 17 sierpnia 1932 w Katowicach) – polska projektantka mody. 

## Życiorys
Urodziła się w rodzinie inteligenckiej. Absolwentka historii sztuki na Uniwersytecie Jagiellońskim. W 1954, jeszcze jako studentka, podjęła stałą współpracę z tygodnikiem „Przekrój”, gdzie zatrudnił ją ówczesny redaktor naczelny, Marian Eile. W tygodniku, w którym pracowała do 2002, miała swoją rubrykę „Moda”, w której publikowała felietony oraz projekty. Współpracowała również z tygodnikiem „Szpilki” oraz miesięcznikiem „Kobieta i Styl”. Przygotowywała felietony na temat mody dla radia i telewizji, pisała także teksty dla kabaretu Pod Egidą. 
W latach 70. zaczęła projektować kolekcje odzieży, które były produkowane na masową skalę (Chciałam nie tylko podpowiadać Polsce, jak się ma ubierać, ale sama tę Polskę ubierać). Założyła firmę „Hoffland”, która na stałe współpracowała m.in. z Domami Towarowymi „Centrum”, późniejszą Galerią Centrum. Współpracę zakończono w 2007. Hoffland działał poza systemem centralnie sterowanego handlu. 
Autorka kostiumów do filmów Przekładaniec Andrzeja Wajdy oraz Gra Jerzego Kawalerowicza. Projektowała stroje m.in. dla Haliny Frąckowiak, zespołu Breakout. Opublikowała książkę – zbiór felietonów Cierpienia starej Werterowej (Warszawa, Czytelnik, 1978).
Pierwszy projekt, który Hoff opublikowała w „Przekroju”, to tzw. trumniaki. Hoff wymyśliła, by z białych tenisówek wyciąć środkową część z dziurkami i sznurówkami, obszyć czarną tasiemką i pomalować tuszem do rysunków technicznych. Dzięki temu Polki mogły nosić niedostępne w polskich sklepach czarne baleriny.
Jej kolekcje znalazły uznanie rzeszy Polek. W pierwszym dniu sprzedaży premierowej kolekcji Hofflandu, w której przeważał kolorowy sztruks i mini, przed sklep przyszedł tłum ludzi. Przez pierwsze 13 lat Barbara Hoff swoje kolekcje przygotowywała za darmo. Żyła z pensji dziennikarki „Przekroju”. Dopiero potem została zatrudniona na pół etatu w DT „Centrum”.
Odznaczona Złotym Medalem „Zasłużony Kulturze Gloria Artis” (2021). W 2023 otrzymała nagrodę Stowarzyszenia Autorów ZAiKS w dziedzinie sztuk wizualnych.

## Życie prywatne
W 1958 poślubiła Leopolda Tyrmanda. Świadkami na ich ślubie byli: przyjaciółka Barbary Maryna Kobzdejowa oraz Jacek Woźniakowski z „Tygodnika Powszechnego”. Początkowo mieszkali w Krakowie, potem przeprowadzili się do Warszawy na ul. Dobrą. Rozwiedli się, kontaktując się jedynie przez prawników – Tyrmand był już wówczas na emigracji w USA. 
Drugim mężem Barbary Hoff jest fotograf Robert Kulesza.